# Golden Globe du meilleur film en langue étrangère

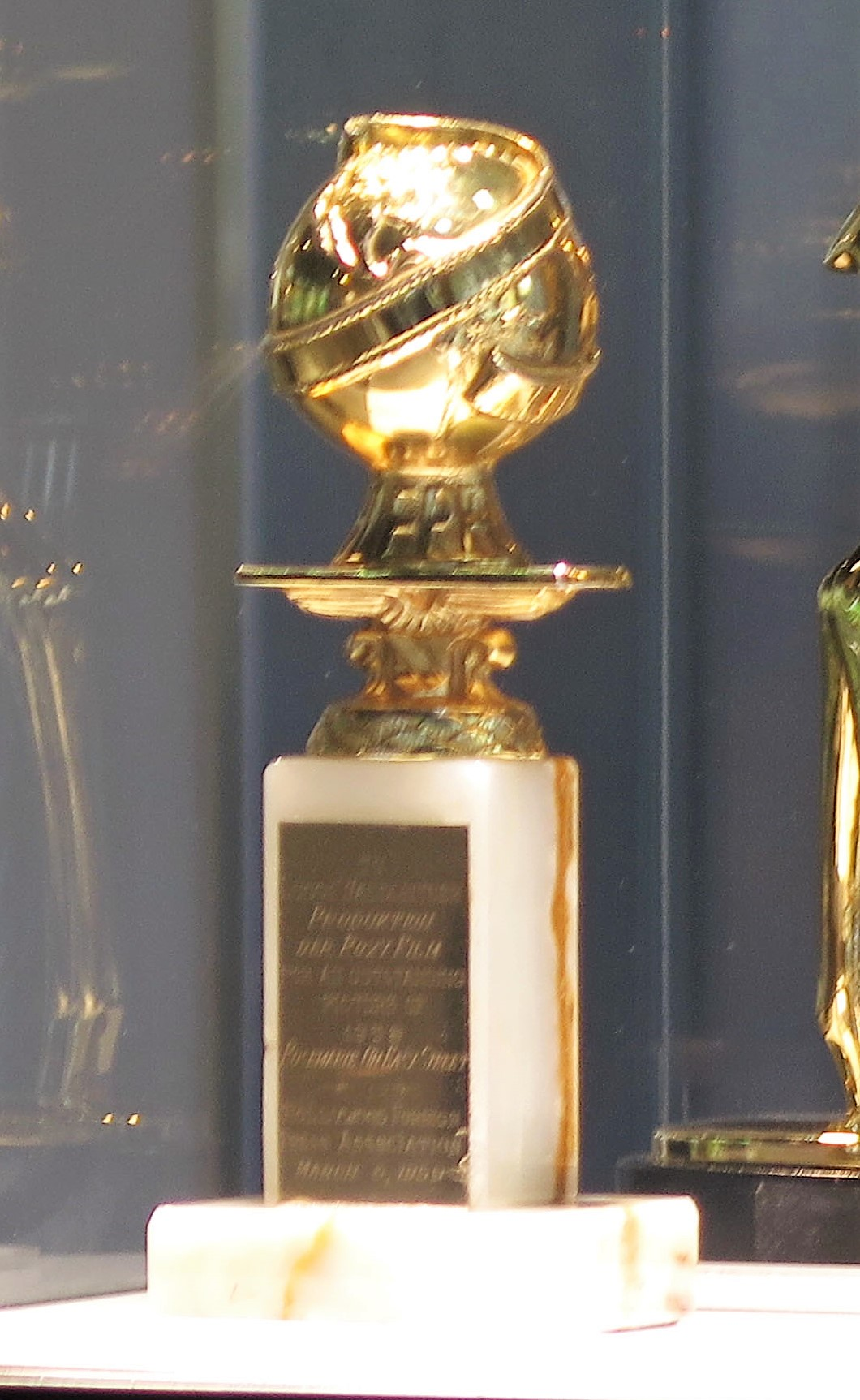
Un Golden Globe.

Le Golden Globe du meilleur film en langue étrangère (Golden Globe Award for Best Foreign Language Film) est une récompense cinématographique décernée annuellement depuis 1950 par la Hollywood Foreign Press Association.
Ce prix a connu plusieurs appellations antérieures : de 1966 à 1973, il existait deux catégories distinctes, le Golden Globe du meilleur film étranger en langue anglaise (Golden Globe Award for Best Foreign Film - English Language) et le Golden Globe du meilleur film étranger en langue étrangère (Golden Globe Award for Best Foreign Film - Foreign Language) ; puis un unique Golden Globe du meilleur film étranger Golden Globe Award for Best Foreign Film a été décerné entre 1974 et 1986, celui-ci pouvant récompenser indistinctement des films en anglais ou utilisant tout autre langue. Depuis 1987, seul le critère de la langue étrangère est pris en compte, quelle que soit l'origine du film.

## Historique
La récompense est créée en 1950 lors de la 7e cérémonie. Le fonctionnement initial est brouillon : le trophée est irrégulièrement attribuée, et cette récompense peut avoir plusieurs lauréats sans que des nominations préalables ne soient annoncées. Il faut attendre 1966 avec la 23e cérémonie pour que les modalités de la récompense s'alignent avec les autres catégories des Golden Globes.
À cette date, et ce jusqu'en 1973, la récompense est scindée en deux catégories : l'une récompense le meilleur film étranger anglophone (Golden Globe Award for Best Foreign Film - English Language), l'autre récompense le meilleur film étranger en langue étrangère (Golden Globe Award for Best Foreign Film - Foreign Language).
De 1974 à 1986, le trophée est renommé Golden Globe Award for Best Foreign Film. Ainsi, contrairement à l'Oscar du meilleur film en langue étrangère, seul le statut de film produit à l'étranger suffit pour être éligible (comme c'est le car du César du meilleur film étranger). Ainsi 5 films tournés en anglais ont gagné ce Golden Globe durant cette période : Les Mensonges que mon père me contait, Tess, Les Chariots de feu, Gandhi et La Route des Indes.
En 1987, la récompense prend son intitulé actuel, s'alignant sur l'Oscar équivalent. Ainsi seuls les films non anglophones sont éligibles. Des films américains non anglophones peuvent être nommés : ainsi, en 2007, Lettres d'Iwo Jima, remporte le Golden Globe du meilleur film en langue étrangère, alors qu'il est nommé pour l'Oscar du meilleur film lors de la cérémonie des Oscars de la même année.

### Critères d'éligibilité
Pour qu'un film puisse être nommé, il doit être distribué dans son pays d'origine durant les 14 mois précédant la cérémonie, une distribution américaine n'est pas obligatoire. Tous les films majoritairement non anglophones sont éligibles, même les films américains. Le réalisateur n'est pas crédité lors des nominations ou de la cérémonie.

## Palmarès
Note : le symbole « ♕ » rappelle le lauréat de l'Oscar du meilleur film en langue étrangère la même année.

### Années 1950
- 1950 : Le Voleur de bicyclette (Ladri di biciclette) •  Italie
- 1951 à 1954 : Aucune récompense
- 1955 : (ex æquo)
  - Geneviève (Genevieve) •  Royaume-Uni
  - La mujer de las Ccmelias •  Argentine
  - Le Chemin sans retour (Weg ohne Umkehr) •  Allemagne
  - Vingt-quatre prunelles (Nijūshi no hitomi) •  Japon
- 1956 : (ex æquo)
  - Dangerous Curves •  Royaume-Uni
  - Eyes of Children •  Japon
  - Des enfants, des mères et un général (Kinder, Mütter und ein General) •  Allemagne
  - Stella, femme libre (Stella) •  Grèce
  - La Parole (Ordet) •  Danemark
- 1957 : (ex æquo)
  - Vor Sonnenuntergang •  Allemagne
  - La Fille en noir (Το κορίτσι με τα μαύρα) •  Grèce
  - Richard III •  Royaume-Uni
  - Guerre et Paix (War and Peace) •  Italie
  - Le Renne blanc (Valkoinen peura) •  Finlande
- 1958 : (ex æquo)
  - Les Confessions de Félix Krull (Bekenntnisse des Hochstaplers Felix Krull) •  Allemagne
  - Tizoc •  Mexique
  - La Femme en robe de chambre (Woman in a Dressing Gown) •  Royaume-Uni
  - Le Corbeau jaune (Kiiroi karasu) •  Japon
- 1959 : Aucune récompense

### Années 1960
- 1960 à 1965 : non décerné
- 1966 :
  - En langue étrangère : Juliette des esprits (Giulietta degli spiriti) •  Italie
  - En langue anglaise : Darling •  Royaume-Uni
- 1967 :
  - En langue étrangère : Un homme et une femme •  France ♕
    - Pas question le samedi •  France /  Italie /  Israël
    - Ces messieurs dames (Signore & signori) •  Italie /  France
    - Les Amours d'une blonde (Lásky jedné plavovlásky) •  Tchécoslovaquie
    - Gamlet (Гамлет) •  Union soviétique

  - En langue anglaise : Alfie le dragueur (Alfie) •  Royaume-Uni
    - Georgy Girl •  Royaume-Uni
    - Morgan (Morgan: A Suitable Case for Treatment) •  Royaume-Uni
    - Blow-Up (Blowup) •  Royaume-Uni
    - The Spy with a Cold Nose •  Royaume-Uni
    - Roméo et Juliette (Romeo and Juliet) •  Royaume-Uni
- 1968 :
  - En langue étrangère : Vivre pour vivre •  France
    - L'Étranger •  France
    - Beaucoup trop pour un seul homme •  France /  Italie
    - Trains étroitement surveillés (Ostře sledované vlaky) •  Tchécoslovaquie
    - Elvira Madigan •  Suède

  - En langue anglaise : Le Renard (The Fox) •  Canada
    - Scotland Yard au parfum (The Jokers) •  Royaume-Uni
    - Les Chuchoteurs (The Whisperers) •  Royaume-Uni
    - 2 Anglaises en Délire (Smashing Time) •  Royaume-Uni
    - Ulysses •  Royaume-Uni
    - Accident •  Royaume-Uni
- 1969 :
  - En langue étrangère : Guerre et Paix (Война и мир) •  Union soviétique♕
    - La mariée était en noir •  France
    - Baisers volés •  France
    - La Honte (Skammen) •  Suède
    - J'ai même rencontré des tziganes heureux (Skupljači perja) •  Yougoslavie

  - En langue anglaise : Roméo et Juliette (Romeo and Juliet) •  Royaume-Uni /  Italie
    - Benjamin ou les Mémoires d'un puceau •  France
    - Pas de larmes pour Joy (Poor Cow) •  Royaume-Uni
    - Buona sera Madame Campbell (Buona Sera, Mrs. Campbell) •  Royaume-Uni
    - Joanna •  Royaume-Uni

### Années 1970
- 1970 :
  - En langue étrangère : Z •  France /  Algérie ♕
    - Ådalen '31 •  Suède
    - Koritsia ston ilio •  Grèce
    - Satyricon •  France /  Italie
    - Te'alat Blaumilch •  Israël /  États-Unis /  Allemagne de l'Ouest

  - En langue anglaise : Ah Dieu ! que la guerre est jolie (Oh! What a Lovely War) •  Royaume-Uni
    - Assassinats en tous genres (The Assassination Bureau) •  Royaume-Uni
    - If.... •  Royaume-Uni
    - L'or se barre (The Italian Job) •  Royaume-Uni
    - Mayerling •  France /  Royaume-Uni
- 1971 :
  - En langue étrangère : Le Passager de la pluie •  France
    - Borsalino •  France /  Italie
    - L'Aveu •  France
    - Enquête sur un citoyen au-dessus de tout soupçon (Indagine su un cittadino al di sopra di ogni sospetto) •  Italie
    - Le Client de la morte saison (Ore'ach B'Onah Metah) •  France /  Israël

  - En langue anglaise : Love (Women in Love) •  Royaume-Uni
    - Act of the Heart (Acte du cœur) •  Canada
    - Bloomfield •  Royaume-Uni /  Israël
    - La Vierge et le Gitan (The Virgin and the Gypsy) •  Royaume-Uni
    - Aru heishi no kake •  Japon
- 1972 :
  - En langue étrangère : Le Policier Azoulay (השוטר אזולאי) •  Israël
    - Le Conformiste (il Conformista) •  Italie /  France /  Allemagne de l'Ouest
    - Mourir d'aimer •  France /  Italie
    - Le genou de Claire •  France
    - Tchaïkovski (Чайковский) •  Union soviétique

  - En langue anglaise : Un dimanche comme les autres (Sunday Bloody Sunday) •  Royaume-Uni
    - Deux enfants qui s'aiment (Friends)•  Royaume-Uni
    - La Tente rouge (Krasnaya palatka) •  Union soviétique /  Italie
    - Le Messager (The Go-Between) •  Royaume-Uni
    - The African Elephant •  États-Unis
    - The Raging Moon •  Royaume-Uni
- 1973 :
  - En langue étrangère :(ex æquo) Les Émigrants (Utvandrarna) •  Suède et Le Nouveau Monde (Nybyggarna) •  Suède
    - Le Charme discret de la bourgeoisie •  France
    - Cris et Chuchotements (Viskningar och rop) •  Suède
    - Espejismo •  Pérou
    - Fellini Roma (Roma) •  Italie /  France

  - En langue anglaise : Les Griffes du lion (Young Winston) •  États-Unis /  Royaume-Uni
    - Images •  États-Unis /  Royaume-Uni
    - Living Free •  Royaume-Uni
    - Dieu et mon droit (The Ruling Class) •  Royaume-Uni
    - Une belle tigresse (Zee and Co.) •  Royaume-Uni
- 1974 : Le Piéton (Der Fußgänger) •  Allemagne de l'Ouest /  Suisse /  Israël
  - Alfredo, Alfredo (TITREVO) •  France /  Italie
  - La Nuit américaine •  France
  - État de siège •  France
  - Kazablan •  Israël
- 1975 : Scènes de la vie conjugale (Scener ur ett äktenskap) •  Suède
  - Lacombe Lucien •  France
  - Les Aventures de Rabbi Jacob •  France [1]
  - L'Apprentissage de Duddy Kravitz (The Apprenticeship of Duddy Kravitz) •  Canada
  - Amarcord •  Italie
- 1976 : Les Mensonges que mon père me contait (Lies My Father Told Me) •  Canada
  - Toute une vie •  France
  - Section spéciale •  France /  Italie /  Allemagne de l'Ouest
  - La Flûte enchantée (Trollflöjten) •  Suède
  - Hedda •  Royaume-Uni
- 1977 : Face à face (Ansikte mot ansikte) •  Suède
  - Cousin, cousine •  France
  - L'Argent de poche •  France
  - Pasqualino (Pasqualino Settebellezze) •  Italie
  - The Slipper and the Rose: The Story of Cinderella •  Royaume-Uni
- 1978 : Une journée particulière (Una giornata particolare) •  Italie
  - La Vie devant soi •  France
  - Un éléphant ça trompe énormément •  France
  - Cet obscur objet du désir •  France /  Espagne
  - Cría cuervos •  Espagne
- 1979 : Sonate d'automne (Höstsonaten) •  Suède
  - Mort sur le Nil (Death on the Nile) •  Angleterre
  - Dona Flor et ses deux maris (Dona Flor e Seus Dois Maridos) •  Brésil
  - Cri de femmes (Κραυγή Γυναικών (Kravgi Gynaikon)) •  Grèce
  - Juke Box (Eskimo Limon) •  Israël
  - Préparez vos mouchoirs •  France

### Années 1980
- 1980 : La Cage aux folles •  France
  - Les Européens (The Europeans: A sketch) •  Royaume-Uni
  - Le Mariage de Maria Braun (Die Ehe der Maria Braun) •  Allemagne de l'Ouest
  - Le Choix du destin (Soldaat van Oranje) •  Pays-Bas
  - Mon Dieu, comment suis-je tombée si bas ? (Mio Dio, come sono caduta in basso !) •  Italie
- 1981 : Tess •  France
  - Héros ou Salopards (Breaker Morant) •  Australie
  - Kagemusha, l'ombre du guerrier (影武者) •  Japon
  - Le Dernier Métro •  France
  - Ma brillante carrière (My Brilliant Career) •  Australie
  - Traitement Spécial (Poseban tretman) •  Yougoslavie
- 1982 : Les Chariots de feu (Chariots of Fire) •  Royaume-Uni
  - Atlantic City •  France /  Canada
  - Das Boot •  Allemagne de l'Ouest
  - Gallipoli •  Australie
  - Pixote, la loi du plus faible (Pixote, a Lei do Mais Fraco) •  Brésil
- 1983 : Gandhi •  Royaume-Uni /  Inde 
  - La Guerre du feu •  France /  Canada
  - La traviata •  Italie
  - L'Homme de la rivière d'argent (The Man From Snowy River) •  Australie
  - Fitzcarraldo •  Allemagne de l'Ouest
  - Yol (Yol) •  Italie /  Turquie
- 1984 : Fanny et Alexandre (Fanny och Alexander) •  Suède ♕
  - Carmen •  Espagne ♙
  - L'Éducation de Rita (Educating Rita) •  Angleterre
  - L'Habilleur (The Dresser) •  Angleterre
  - The Grey Fox •  Canada
- 1985 : La Route des Indes (A passage to India) •  Royaume-Uni
  - Carmen •  France
  - La Diagonale du fou •  France /  Suisse ♕
  - Paris, Texas •  France /  Allemagne
  - Un dimanche à la campagne •  France
- 1986 : L'Histoire officielle (La historia oficial) •  Argentine ♕
  - Ran (乱) •  Japon
  - Papa est en voyage d'affaires (Otac na sluzbenom putu) •  Yougoslavie ♙
  - Colonel Redl (Oberst Redl) •  Hongrie/ Allemagne de l'Ouest/ Autriche ♙
  - L'Année du soleil calme (Rok spokojnego słońca) •  Pologne
- 1987 : L'Assaut (De Aanslag) •  Pays-Bas ♕
  - Trois hommes et un couffin •  France
  - 37°2 le matin •  France ♙
  - Ginger et Fred (Ginger e Fred) •  Italie /  France /  Allemagne
  - Othello (Otello) •  Italie
- 1988 : Ma vie de chien (Mitt liv som hund) •  Suède
  - Au revoir les enfants •  France ♙
  - Jean de Florette •  France
  - Les yeux noirs (Oci ciornie) •  Italie
  - Le Repentir (Monanieba) •  Union soviétique
- 1989 : Pelle le Conquérant (Pelle erobreren) •  Danemark ♕
  - Le Festin de Babette (Babettes Gæstebud) •  Danemark
  - Hanussen •  Allemagne de l'Ouest /  Autriche /  Hongrie ♙
  - Salaam Bombay ! •  Inde ♙
  - Femmes au bord de la crise de nerfs (Mujeres al borde de un ataque de nervios) •  Espagne ♙

### Années 1990
- 1990 : Cinema Paradiso •  Italie ♕
  - Camille Claudel •  France
  - Une affaire de femmes •  France
  - Jésus de Montréal •  Canada
  - Zivot sa stricem •  Yougoslavie
- 1991 : Cyrano de Bergerac •  France
  - Rêves (Yume) •  Japon
  - Das schreckliche Mädchen •  Allemagne
  - Requiem für Dominik •  Autriche
  - Taxi Blues •  Union soviétique
- 1992 : Europa Europa (Hitlerjunge Salomon) •  Allemagne /  France /  Pologne
  - La Double Vie de Véronique •  Pologne /  France
  - Nikita •  France
  - Madame Bovary •  France
  - Talons aiguilles (Tacones lejanos) •  Espagne
  - Zateryannyy v Sibiri (Zateryannyy v Sibiri) •  Union soviétique
- 1993 : Indochine •  France ♕
  - Tous les matins du monde •  France
  - Urga (Урга — территория любви) •  Russie
  - Les Épices de la passion (Como agua para chocolate) •  Mexique
  - Schtonk ! (Schtonk!) •  Allemagne
- 1994 : Adieu ma concubine (霸王別姬) •  Hong Kong
  - Trois couleurs : Bleu •  France
  - La Course de l'innocent (La corsa dell'innocente) •  Italie
  - Justice (Justiz) •  Allemagne
  - Garçon d'honneur (喜宴) •  Taïwan
- 1995 : Farinelli •  Belgique /  France
  - La Reine Margot •  France
  - Trois couleurs : Rouge •  Pologne /  France /  Suisse
  - Salé, sucré (Yin shi nan nu) •  Taïwan
  - Vivre ! (活着) •  Chine
- 1996 : Les Misérables •  France
  - Gazon maudit •  France
  - Frère sommeil (Schlafes Bruder) •  Allemagne
  - Comme deux crocodiles (Come due coccodrilli) •  Italie
  - Shanghai Triad (摇啊摇，摇到外婆桥) •  Chine
- 1997 : Kolja •  République tchèque ♕
  - Ridicule •  France
  - Le Huitième Jour •  Belgique
  - Luna e l'altra •  Italie
  - Le Prisonnier du Caucase (Кавказский пленник) •  Russie
- 1998 : Ma vie en rose •  Belgique
  - Artemisia •  France
  - Le Témoin du marié (Il testimone dello sposo) •  Italie
  - Lea •  République tchèque
  - Le Voleur et l'Enfant (Вор) •  Russie
- 1999 : Central do Brasil •  Brésil
  - Festen •  Danemark
  - Men with Guns •  États-Unis
  - La Fiancée polonaise (De Poolse bruid) •  Pays-Bas
  - Tango •  Argentine

### Années 2000
- 2000 : Tout sur ma mère (Todo sobre mi madre) •  Espagne ♕
  - Aimée et Jaguar (Aimée und Jaguar) •  Allemagne
  - Est-Ouest •  Bulgarie /  France /  Russie /  Espagne
  - La Fille sur le pont •  France
  - Le Violon rouge (The Red Violin) •  Canada /  Italie
- 2001 : Tigre et Dragon (臥虎藏龍) •  Taïwan ♕
  - Amours chiennes (Amores perros) •  Mexique
  - Malèna •  Italie
  - Les Cent Pas (I Cento Passi) •  Italie
  - La Veuve de Saint-Pierre •  France
- 2002 : No Man's Land •  Bosnie-Herzégovine ♕
  - Le Fabuleux Destin d'Amélie Poulain •  France
  - Y tu mamá también •  Mexique
  - Avril brisé (Abril despedaçado) •  Brésil
  - Le Mariage des moussons (Monsoon Wedding) •  Inde
- 2003 : Parle avec elle (Hable con ella) •  Espagne
  - Balzac et la Petite Tailleuse chinoise •  France
  - La Cité de Dieu (Cidade de Deus) •  Brésil
  - Le Crime du père Amaro (El crimen del Padre Amaro) •  Mexique
  - Hero (英雄) •  Chine
  - Nowhere in Africa (Nirgendwo in Afrika) •  Allemagne ♕
- 2004 : Osama (أسامة) •  Afghanistan
  - Les invasions barbares •  Canada ♕
  - Good Bye, Lenin! •  Allemagne
  - Monsieur Ibrahim et les Fleurs du Coran •  France
  - Le Retour (Возвращение) •  Russie
- 2005 : Mar Adentro •  Espagne ♕
  - Les Choristes •  France
  - Le Secret des poignards volants (十面埋伏) •  Chine
  - Carnets de voyage (Diarios de motocicleta) •  Brésil
  - Un long dimanche de fiançailles •  France  États-Unis
- 2006 : Paradise Now •  France /  Palestine
  - Crazy Kung-Fu (功夫) •  Chine
  - Joyeux Noël •  France  Allemagne  Royaume-Uni  Belgique  Roumanie
  - Wu ji, la légende des cavaliers du vent (无极) •  Chine
  - Mon nom est Tsotsi (Tsotsi) •  Afrique du Sud ♕
- 2007 : Lettres d'Iwo Jima (Letters from Iwo Jima) (硫黄島からの手紙 - Iô-Jima kara no tegami) •  États-Unis  Japon
  - Apocalypto •  États-Unis
  - Le Labyrinthe de Pan (El Laberinto del fauno) •  Mexique
  - La Vie des autres (Das Leben der Anderen) •  Allemagne
  - Volver •  Espagne
- 2008 : Le Scaphandre et le Papillon •  France  États-Unis
  - 4 Mois, 3 semaines, 2 jours (4 luni, 3 săptămâni şi 2 zile) •  Roumanie
  - Les Cerfs-volants de Kaboul (The Kite Runner) •  États-Unis  Chine  Royaume-Uni  Afghanistan
  - Lust, Caution (色、戒) •  Taïwan  Chine  États-Unis
  - Persepolis •  France
- 2009 : Valse avec Bachir (ואלס עם באשיר) •  Israël /  France /  Allemagne
  - La Bande à Baader (Der Baader Meinhof Komplex) •  Allemagne
  - Instants éternels (Maria Larssons eviga ögonblick) •  Suède /  Danemark /  Norvège /  Finlande
  - Gomorra •  Italie
  - Il y a longtemps que je t'aime •  France

### Années 2010
- 2010[2] : Le Ruban blanc (Das weiße Band) •  France /  Autriche /  Allemagne /  Italie
  - Baarìa (Baarìa - La porta del vento) •  Italie
  - Étreintes brisées (Los abrazos rotos) •  Espagne
  - La Nana •  Chili
  - Un prophète •  France
- 2011[3] : Revenge (Hævnen) •  Danemark ♕
  - Amore (Io sono l'Amore) •  Italie
  - Biutiful •  Mexique /  Espagne
  - Le Concert •  France
  - L'Affrontement (Край) •  Russie
- 2012[4] : Une séparation (جدایی نادر از سیمین) •  Iran ♕
  - The Flowers of War (金陵十三钗) •  Chine
  - Au pays du sang et du miel (In the Land of Blood and Honey) •  États-Unis
  - Le Gamin au vélo •  Belgique
  - La piel que habito •  Espagne
- 2013 : Amour •  France /  Autriche ♕
  - Royal Affair (En kongelig affære) •  Danemark
  - De rouille et d'os •  France
  - Intouchables •  France
  - Kon-Tiki •  Norvège ♙
- 2014 : La grande bellezza •  Italie ♕
  - La Vie d'Adèle •  France
  - La Chasse (Jagten) •  Danemark
  - Le Passé •  Iran
  - Le vent se lève (風立ちぬ, Kaze tachinu) •  Japon
- 2015 : Léviathan (Левиафан, Leviafan) •  Russie
  - Gett, le procès de Viviane Amsalem (גט - המשפט של ויויאן אמסלם) •  France /  Allemagne /  Israël
  - Ida  Pologne •  Danemark ♕
  - Snow Therapy (Turist) •  Suède
  - Tangerines (Mandariinid) •  Estonie
- 2016 : Le Fils de Saul (Saul fia) •  Hongrie
  - Le Tout Nouveau Testament •  Belgique /  France /  Luxembourg
  - El club •  Chili
  - The Fencer (Miekkailija) •  Finlande /  Allemagne /  Estonie
  - Mustang •  France
- 2017 : Elle •  France
  - Divines •  France
  - Neruda •  Chili
  - Le Client (Forushande ; فروشنده) •  Iran /  France
  - Toni Erdmann •  Allemagne
- 2018 : In the Fade (Aus dem Nichts) •  Allemagne /  France
  - Une femme fantastique (Una mujer fantástica) •  Chili
  - D'abord, ils ont tué mon père (First They Killed My Father) •  Cambodge
  - Faute d'amour (Нелюбовь) •  Russie
  - The Square •  Suède /  Allemagne /  France
- 2019 : Roma de Alfonso Cuarón –  Mexique  États-Unis (en espagnol et mixtèque)
  - Capharnaüm (Capernaum) de Nadine Labaki –  Liban (en arabe)
  - Girl de Lukas Dhont –  Belgique  Pays-Bas (en français, flamand et anglais)
  - Werk ohne Autor (Never Look Away) de Florian Henckel von Donnersmarck –  Allemagne (en allemand)
  - Une affaire de famille (Manbiki kazoku) de Hirokazu Kore-eda –  Japon (en japonais)

### Années 2020
- 2020 : Parasite de Bong Joon-ho -  Corée du Sud (en coréen)
  - L'Adieu - The Farewell (The Farewell) de Lulu Wang -  Chine  États-Unis (en anglais, mandarin, japonais et italien)
  - Douleur et Gloire de Pedro Almodóvar -  Espagne (en espagnol)
  - Les Misérables de Ladj Ly -  France (en français)
  - Portrait de la jeune fille en feu de Céline Sciamma -  France (en français)
- 2021 : Minari de Lee Isaac Chung -  États-Unis (en coréen)
  - La Llorona de Jayro Bustamante -  Guatemala (en espagnol)
  - La Vie devant soi d'Edoardo Ponti -  Italie (en italien, espagnol, hébreu et roumain)
  - Drunk (Druk) de Thomas Vinterberg -  Danemark (en danois et suédois)
  - Deux de Filippo Meneghetti -  États-Unis  France (en français)
- 2022 : Drive My Car (ドライブ・マイ・カー (Doraibu mai kā?)) -  Japon (en japonais) 
  - Compartiment n° 6 (Hytti Nro 6) -  Finlande (en russe et finnois)
  - La Main de Dieu (È stata la mano di Dio) -  Italie (en italien)
  - Un héros (قهرمان, Ghahreman) -  Iran (en persan)
  - Madres paralelas -  Espagne (en espagnol)
- 2023 : Argentina, 1985 -  Argentine (en argentin)
  - À l'Ouest, rien de nouveau -  Allemagne (en allemand) 
  - Close -  Belgique (en français) 
  - Decision to Leave -  Corée du Sud (en coréen) 
  - RRR -  Inde (en télougou)

- 2024 : Anatomie d'une chute -  France
  - Les Feuilles mortes (Kuolleet lehdet) -  Finlande
  - Moi, capitaine (Io capitano) -  Italie
  - Past Lives – Nos vies d'avant -  États-Unis
  - Le Cercle des neiges (La sociedad de la nieve) -  Espagne
  - La Zone d'intérêt -  Royaume-Uni  États-Unis  Pays-Bas

- 2025 : Emilia Pérez -  France
  - All We Imagine as Light -  États-Unis  France  Inde
  - Je suis toujours là (Ainda Estou Aqui) -  Brésil
  - La Jeune Femme à l'aiguille (Pigen med nålen) -  Pologne  Suède  Danemark
  - Les Graines du figuier sauvage (The Seed of the Sacred Fig) -  États-Unis  Allemagne
  - Vermiglio ou La Mariée des montagnes (Vermiglio) -  Italie